# Asparagus laevissimus
Asparagus laevissimus är en sparrisväxtart som beskrevs av Ernst Gottlieb von Steudel och John Gilbert Baker. Asparagus laevissimus ingår i släktet sparrisar, och familjen sparrisväxter. Inga underarter finns listade i Catalogue of Life.